# Bataille de Lutèce (383)
Pour les articles homonymes, voir Bataille de Lutèce.
La bataille de Lutèce de 383 opposa les forces du général Magnus Maximus proclamé empereur par ses troupes de (Grande) Bretagne aux forces de l'empereur Gratien.

## Préambule
Au printemps 383, le général romain Magnus Maximus proclamé empereur par les légions de la Grande-Bretagne, débarque en Gaule Belgique, en baie de Somme, et soulève tout le nord de la Gaule. 

## La bataille
Gratien pour s'opposer à la marche des rebelles rassembla ses troupes autour de Lutèce où il fut bientôt rejoint par l'usurpateur, débarqué en baie de Somme, et déjà maître d'une partie de l'actuelle Picardie.
Au lieu de livrer bataille immédiatement, Gratien temporisa, et cinq jours se passèrent en petits combats et escarmouches dont le succès était indécis.
Les troupes de Gratien, mal soldées, se laissèrent séduire par les promesses de Maximus.
Au sixième jour, Gratien résolut de tenter une attaque générale, la cavalerie maure donna le signal de la trahison, et passa à l'ennemi. Les légions romaines imitèrent cet exemple. 
Gratien trahi par son armée, fut obligé de fuir avec un détachement de 300 cavaliers qui lui étaient restés fidèles et se réfugia à Lyon où il fut massacré, le vendredi 25 août 383, par Andragathius, magister equitum / commandant de cavalerie de Maxime.
Lutèce ouvrit ses portes à Maximus. Arras, qui aurait voulu résister, fut pillée, brûlée, et rasée.